# Alpine (Utah)
Alpine ist eine Kleinstadt im Utah County, im US-Bundesstaat Utah mit 10.251 Einwohnern im Jahr 2020. Die Siedlung liegt auf 1509 m Höhe am oberen Ende des Utah Valley um den Utah Lake westlich der in Nord-Süd-Richtung verlaufenden Wasatch Mountains. Alpine wird durch einen Ausläufer der Wasatchkette namens Transverse Range im Norden begrenzt und ist ein Teil der Siedlungsachse unterhalb der Berge, die von Lehi bis Provo reicht. Es zählt als Vorstadt zur Provo–Orem-Metropolregion (Provo–Orem metropolitan area).

## Geschichte
Die Geschichte des Ortes beginnt mit mormonischen Pionieren der Kirche Jesu Christi der Heiligen der Letzten Tage, die im Jahr 1850 von Salt Lake City nach Süden zogen, um die Region am Utah Lake systematisch zu besiedeln. Im späteren Alpine am oberen Ende des Tales ließ sich im September 1850 die erste Familie nieder, weil das Seeufer von schon vorher im selben Jahr eingetroffenen Siedlern beansprucht wurde und unter den Bergen die Wasserversorgung für den Aufbau einer Ranch gesichert war.
Die Siedlung wuchs noch im selben Jahr um weitere Ankömmlinge. Eine Zählung vom Ende des Jahres ergab bereits 29 Einwohner des Ortes. 1852 fand die erste Vermessung der Grundstücke und der Siedlung statt, die in den Anfangstagen Upper Dry Creek, Lone City und Mountainville genannt wurde, bevor sie im Januar 1855 unter seinem heutigen Namen zur Stadt erhoben wurde. 1857 lebten schon 40 Familien in Alpine. Um 1900 gab es etwa 500 Einwohner. Die Zahl stagnierte bis in die 1950er Jahre auf diesem Niveau, bevor sie bis 1960 auf über 900 stieg und 1975 1600 erreichte.

## Situation
Seit den 1970er Jahren wandelt sich die Stadt von einer landwirtschaftlich geprägten Kleinstadt zu einer Pendler-Gemeinde, deren Einwohner in den wirtschaftlichen Zentren der Region arbeiten. Die Bevölkerung wuchs seitdem rapide. Die attraktive Lage von Alpine direkt an den Bergen oberhalb des Tals zog insbesondere wohlhabende Einwohner an, so dass das Median-Einkommen pro Haushalt in Alpine mit 76.000 Dollar im Jahr deutlich über dem Durchschnitt von Utah Country von 56.000 Dollar/Jahr liegt. Die Einwohner von Alpine haben auch wie die von ganz Utah eine überdurchschnittlich hohe formale Bildung, wobei die Stadt auch hier mit 43,8 % der Einwohner mit College-Abschluss noch weit über den Durchschnitt des Countys von 34,7 % hinausgeht. 42,6 % der berufstätigen Bevölkerung von Alpine gaben an, in einer Führungsposition oder einem akademischen Beruf („Management, professional, and related occupations“) zu arbeiten. Bemerkenswert auch der Anteil von 96,7 % an Einfamilienhäusern, von denen knapp 60 % erst nach 1990 errichtet wurden (Zahlen von 2000).